# 拟蚓蝇属
拟蚓蝇属（学名：Onesiomima）为丽蝇科的一个属。

## 下属物种
本属包括以下物种：
- 帕米尔拟蚓蝇 Onesiomima pamirica Rohdendorf, 1962